# Fontaine Da Ponte
Pour les articles homonymes, voir Da Ponte.

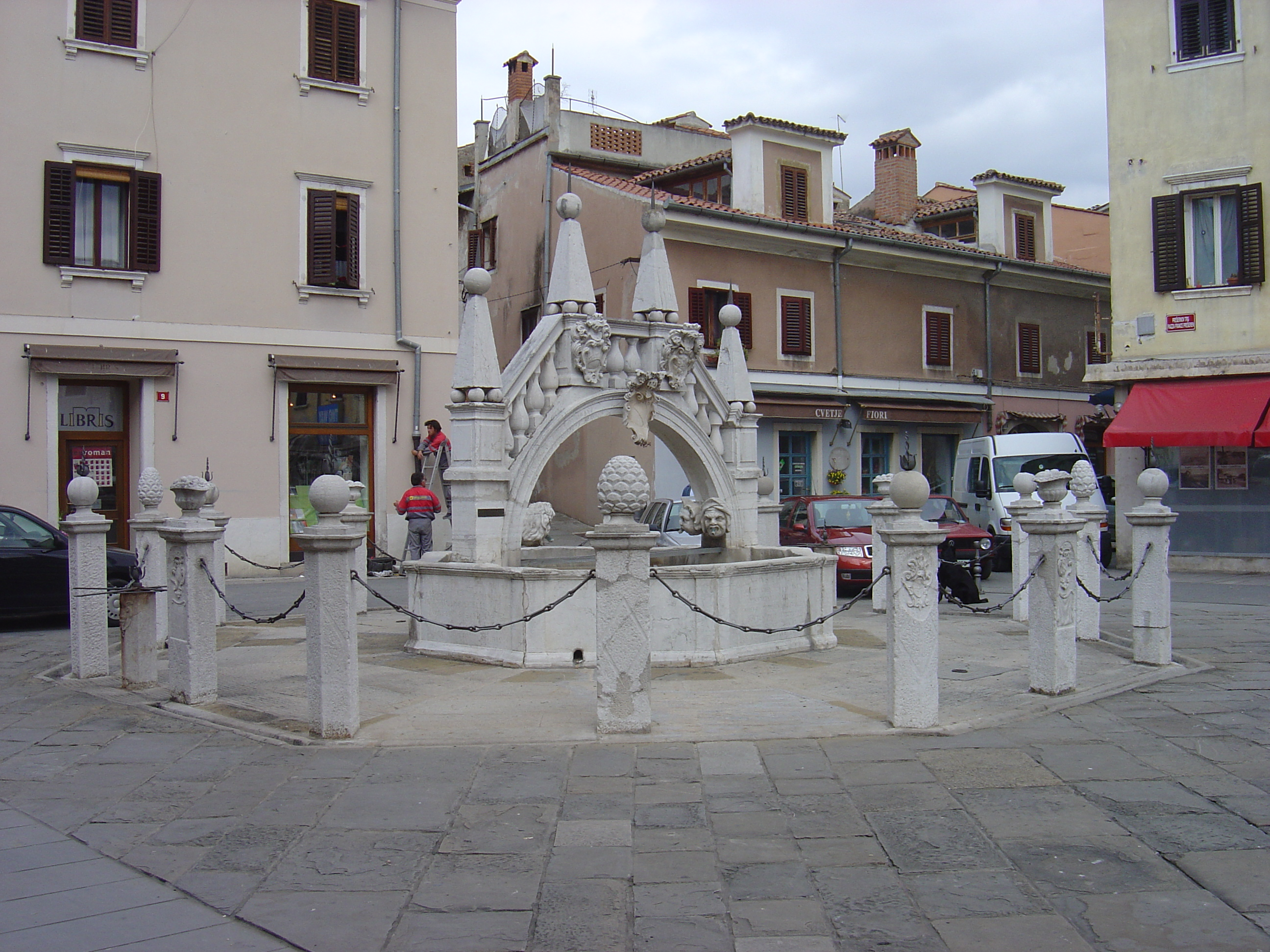
Fontaine Da Ponte, place Prešeren, Koper

La fontaine Da Ponte (en slovène : Da Pontejev vodnjak ; enitalien : fontana Da Ponte) est une fontaine de la ville de Koper, dans le sud-ouest de la Slovénie. Elle est située sur la place Prešeren (en italien : piazza Prešeren), anciennement connue sous le nom de place Muda.

## Histoire
Un aqueduc subaquatique reliait l'île de Koper au continent dès la fin du XIVe siècle. Au XVIe siècle, les 10 000 habitants de la ville sont confrontés à une pénurie d'eau, les citernes d'eau de pluie étant devenues insuffisantes. Au XVIIe siècle, Niccolò Manzuoli a enregistré l'approvisionnement en eau de la ville, notant qu'une source distante de 2 miles à Colonna était acheminée vers l'île via des tubes sous-marins en bois, dont certains ont été mis au jour lors de fouilles par des archéologues modernes.
La fontaine actuelle date de 1666, remplaçant une plus ancienne sur le même site. Sa superstructure est en forme de pont, surmontant un bassin d'eau octogonal entouré de quinze pilastres, chacun portant les armes des familles nobles locales qui avaient contribué des fonds à la fontaine.
L'eau jaillit de quatre mascarons à la base de l'arche. La fontaine a été utilisée comme source d'eau potable jusqu'en 1898.
En 1990, la place Prešeren a été repavée et la fontaine a été largement restaurée et rénovée .